# آخرین توقف در شهرستان یوما
آخرین توقف در شهرستان یوما (به انگلیسی: The Last Stop in Yuma County) یک فیلم آمریکایی جنایی محصول سال ۲۰۲۳ به نویسندگی و کارگردانی فرانسیس گالوپی و با بازی جیم کامینگز، جوسلین دوناهو ، ریچارد بریک، فایزن لاو و مایکل ابوت جونیور اولین کار کارگردانی گالوپی است.
آخرین توقف در شهرستان یوما در ایالات متحده در سینماهای منتخب و در قالب‌های دیجیتال در ۱۰ مه ۲۰۲۴ اکران شد.

### طرح
(داستان فیلم در دهه‌ی ۷۰ میلادی در یک رستوران یا بار کنارجاده‌ای در ایالت آریزونای آمریکا اتفاق می‌افتد.)
یک فروشنده‌ی دوره‌گرد چاقو به پمپ‌بنزینی در ناکجاآبادی دورافتاده در یوما کانتی، بخش کوچکی در ایالت آریزونا، می‌رود، اما بنزین جایگاه سوخت تمام شده و در انتظار رسیدن کامیون سوخت برای شارژ پمپ‌بنزین ناچار به رستوران بین‌راهی کنار آن می‌رود.
صبح آن روز سرقتی از بانک صورت پذیرفته و رادیو مشخصات اتومبیل سارقین را اعلام می‌کند. دقایقی می‌گذرد و اتومبیلی با همان مشخصات به پمپ‌بنزین مراجعه و سپس دو سرنشین اتومبیل در انتظار رسیدن کامیون سوخت به رستوران وارد می‌شوند.
فروشنده‌ی دوره‌گرد به هویت آن‌ها پی می‌برد و موضوع را با زن صاحب رستوران مطرح می‌کند. زن سعی می‌کند با همسرش که کلانتر آن بخش است تماس بگیرد اما سارقین متوجه شده، تلفن را قطع می‌کنند و آن‌ها را مجبور به سکوت و رفتار عادی می‌نمایند.
چندین مسافر دیگر به رستوران مراجعه می‌کنند.
زوج ماجراجو و بی‌پولی به پمپ‌بنزین مراجعه می‌کنند و متوجه ماشین سارقین بانک می‌شوند. مرد ماجراجو سعی می‌کنند که با باز کردن در صندوق‌عقب، پول‌های سرقت شده را بدزدد اما موفق نمی‌شود. با دوست‌دخترش به رستوران وارد می‌شوند.
یک فرد محلی با ماشین پر از بنزین برای خوردن صبحانه به رستوران مراجعه می‌کند، سارقین تصمیم می‌گیرند اتومبیل او را گرفته و به فرار خود ادامه دهند. زن صاحب رستوران را با گذاشتن اسلحه بر روی شقیقه طعمه قرار می‌دهند. مرد محلی می‌گوید در صورت آزاد ساختن زن، اتومبیلش را به آن‌ها می‌دهد. اما مرد ماجراجویی که سعی در بازکردن صندوق عقب ماشین دزدان داشت اسلحه می‌کشد و از پول‌ها سهم می‌خواهد. یک بن‌بست مکزیکی غیرمنتظره!
زن صاحب رستوران با چاقو پای سارقی که او را به اسارت گرفته به سختی مجروح می‌کند و فرار می‌نماید، سارق او را هدف قرار می‌دهد و همگی شلیک می‌کنند و همه به جز فروشنده‌ی دوره‌گرد و زن ماجراجو کشته می‌شوند. لحظاتی بعد فروشنده در دفاع از خود و تقریبا در یک واکنش غیرارادی با فرو کردن چاقو در قلب زن ماجراجو، او را به قتل می‌رساند.
فروشنده‌ی دوره‌گرد خود را به تلفن دفتر پمپ‌بنزین می‌رساند تا به پلیس اطلاع دهد. اما در نیمه‌ی گرفتن شماره تصمیمش عوض می‌شود. در آن برهوت که پرنده‌ای پر نمی‌زند کافی است کمی بنزین از ماشین مرد محلی برداشته و با پول‌ها فرار کند.
لیکن در حین عمل، ماشینی با یک زوج و فرزند شیرخواری می‌رسند. فروشنده‌ی دوره‌گرد نخست تصمیم می‌گیرد با آن‌ها وارد معامله شود، اما در نهایت هر دو را به قتل می‌رساند و با پول‌ها فرار می‌کند.
کلانتر به کافه می‌آید و همسر خود و دیگران را در صحنه‌ی قتل‌عام می‌بیند. از رد بنزین ریخته شده روی زمین درمی‌یابد اتومبیل دیگری هم بوده که گریخته و به تعقیب آن می‌رود. در بین راه، فروشنده‌ی دوره‌گرد که بنزین تمام کرده پیاده می‌شود و به سمت کامیونتی که برای پمپ‌بنزین سوخت می‌آورده و در پایین جاده چپ کرده، می‌رود. بنزین مخزن کامیونت در حال ریختن بر روی زمین است. کلانتر در پشت کامیونت سنگر می‌گیرد و از فروشنده می‌خواهد تسلیم شود. فروشنده بر روی رد بنزین، فندک روشن خود را می‌اندازد و فرار می‌کند. کلانتر او را هدف قرار می‌دهد. کامیونت منفجر می‌شود و کلانتر به قتل می‌رسد. فروشنده‌ی دوره‌گرد در اثر اصابت گلوله‌ی کلانتر می‌میمرد و پول‌ها با بادی که در دشت می‌وزد پراکنده می‌شوند.

## بازیگران
- جیم کامینگز در نقش فروشنده چاقو
- جوسلین دوناهو در نقش شارلوت
- سیرا مک کورمیک در نقش سیبیل
- نیکلاس لوگان در نقش تراویس
- مایکل ابوت جونیور در نقش چارلی
- کانر پائولو در نقش گاوین
- الکس اسو در نقش سارا
- رابین بارتلت به عنوان اوایل
- جان پرادستار در نقش پیت
- سم هانتینگتون در نقش دیوید
- رایان میسون در نقش مایلز
- باربارا کرامپتون در نقش ویرجینیا
- جین جونز در نقش رابرت
- فایزون لاو در نقش ورنون
- ریچارد بریک در نقش بیو
- رابرت بروسکی به عنوان راننده کامیون

## پذیرایی
این فیلم در متاکریتیک که از میانگین وزنی استفاده می‌کند، بر اساس نظر ۱۰ منتقدین امتیاز ۷۲ از ۱۰۰ را کسب کرده که نشان‌گر «نقدهای عموماً مطلوب» است.

## رهایی
«آخرین توقف در شهرستان یوما» در جشن شگفت‌انگیز در ۲۳ سپتامبر ۲۰۲۳ به نمایش درآمد.
این فیلم توسط سرگرمی خوب برو آمریکا در ۱۰ مه ۲۰۲۴ در سینماهای منتخب و در قالب‌های دیجیتال منتشر شد.